# 徐鴻儒
徐鴻儒（？—1622年12月23日），山东巨野人，白莲教徒，明末民变首领。

## 生平
天启二年五月丙午日（1622年6月19日），徐鴻儒在郓城举旗反明，自称中兴福烈帝，年号「大成兴胜」，当地农民“多携持妇子、牵牛架车、裹粮橐饭，争趋赴之，竞以为上西天云”。义军头带红巾，先得巨野，渡京杭运河，攻占滕县、邹县，袭击曲阜。十月辛巳日，朝廷派军镇压，徐鴻儒被自己人出卖，被官军俘杀，起事失败，是为明末民变的先声。朱由校、魏忠賢主政的朝廷竟有將懷抱嬰孺赴市曹駢斬，嬰孺尚盹睡懷抱中未醒者，市集的人嗟歎。

## 年号
徐鸿儒的年号大成兴胜（1622年五月十一日—十月十九日，又作「大乘兴胜」、「大成兴盛」，「兴胜」，「大乘兴盛」），前后共6个月。

### 引用
1. 1 2  李崇智《中国历代年号考》，第218-219頁。
2. ↑  《剡城县志》卷三编年
3. ↑  《明史·熹宗紀》：「〔天啟二年五月〕丙午，山東白蓮賊徐鴻儒反，陷鄆城。……〔十月〕辛巳，官軍復鄒縣，擒徐鴻儒等，山東賊平。」
4. ↑  《明熹宗實錄》卷22：「〔天啟二年五月〕丙午，山東白蓮妖賊徐鴻儒反，攻陷鄆城縣。鴻儒，鉅野人，以左道聚眾，入教者飲以迷藥，妄言生當為帝為王，死當證佛作祖，轉相煽惑，自畿南、中州、晉、趙、淮、徐，在在有之，皆推鴻儒為教主，偽稱中興福烈帝，以偽印傳旗勑諸方，一時並起，皆著紅巾為號，旬日之間，遠邇響應山東。」卷27：「〔天啟二年十月辛巳〕官兵復鄒縣，妖首徐鴻儒就擒，山東平。」
5. ↑  《酌中志》卷14